# Simon Gregorčič
Simon Gregorčič (Ursina, 15 ottobre 1844 – Gorizia, 24 novembre 1906) è stato un poeta sloveno. È stato anche un sacerdote della chiesa cattolica.

## Biografia
Gregorčič nacque in una famiglia di fattori nel piccolo villaggio montano di Ursina (Vrsno) sopra il fiume Isonzo, nella contea di Gorizia e Gradisca che allora faceva parte dell'Impero austriaco. Crebbe pascolando il gregge di pecore del padre e frequentando la scuola elementare a Libussina (Libušnje), più tardi fu ammesso alla scuola di Gorizia. A causa della mancanza di fondi Gregorčič dovette abbandonare la sua idea iniziale di intraprendere gli studi classici ed entrò nel seminario di Gorizia. Fu ordinato nel 1867 e divenne vicario a Caporetto nel 1868, dove continuò con il suo lavoro letterario e fondò una biblioteca pubblica, una delle prime nella regione slovena dell'Impero Austrungarico.
Nel 1873 fu trasferito a Rifembergo nella valle del Vipacco, dove divenne un popolare parroco, che però non andò d'accordo con le autorità della chiesa. Deluso e solo, presto cominciò a sentirsi male. Fu trasferito qualche tempo prima del suo ritiro nel 1903. Venduta la casa, traslocò in un appartamento a Gorizia. Morì tre anni dopo.

## Opera
Cominciò a scrivere poesia lirica ispirandosi al lavoro di France Prešeren. Nel suo lavoro appare evidente lo strappo tra essere un sacerdote coscienzioso e il desiderio di una vita secolare, come ad esempio nel poema Ujetega ptiča tožba (i lamenti di un uccello catturato). Gregorčič viene collocato fra i letterati della regione slovena dell'Impero Austrungarico che abbracciarono gli ideali progressisti e nazionali e cercarono di sollevare la coscienza del popolo attraverso l'arte e la letteratura.
Alcuni suoi poemi furono post romantici, come  Soči (All'Isonzo), nel quale il sacerdote promosse ideali patriottici sloveni auspicando che il fiume facesse annegare tutti gli stranieri avidi di terra, ma scrisse anche poesie d'amore, come Kropiti te ne smem (Non mi è concesso benedirti) e di altri generi. Tra il 1882 e il 1908 furono pubblicati quattro volumi della sua opera poetica, l'ultimo dei quali postumo.
La sua poetica guadagnò una diffusa popolarità tra tutte le classi di persone, inclusi i contadini; gli ultimi due volumi divennero dei best seller. Divenne conosciuto come l'usignolo del Goriziano. Ai suoi funerali presero parte una gran quantità di gente da tutto il litorale Austriaco. Il famoso poeta Biagio Marin più tardi descrisse l'evento in un saggio, dichiarando che era uno dei ricordi più vividi della sua infanzia.

### Testo e traduzione di Soči (all'Isonzo)
Testo originale in sloveno
Pa oh, siroti tebi žuga

vihar grozán, vihar strašán,

prihrumel z gorkega bo juga,

divjal čez plodno bo ravan,

ki tvoja jo napaja struga — 

gorjé, da daleč ni ta dan!

Nad tabo jasen bo oblok,

krog tebe pa svinčena toča

in dež krvav in solz potok

in blisk in grom — oh, bitva vroča!

Tod sekla bridka bodo jekla,

in ti mi boš krvava tekla:

kri naša te pojila bo,

sovražna te kalila bo!

Takrat se spomni, bistra Soča,

kar gorko ti srce naroča:

Kar bode shranjenih voda

v oblakih tvojega neba,

kar vode v tvojih bo planinah,

kar bode v cvetnih je ravninah,

tačas pridrvi vse na dan,

narasti, vzkipi v tok strašán!

Ne stiskaj v meje se bregov,

srdita čez branove stopi,

ter tujce, zemlje-lačne, vtopi

Na dno razpenjenih valov!

Traduzione in italiano
Ma su te, misero, ahimè, s'addensa

un tremendo uragano, una bufera immensa,

dal caldo meridione infuriando verrà

e strage alla pianura ferace recherà

che la tua corrente disseta.

E quel giorno, ahimè, lontano non è!

Su te il ciel sereno s'inarcherà,

ma intorno grandine di piombo cadrà

e sangue a fiotti e di lacrime un torrente

e lampi e tuoni — oh che battaglia ardente!

Qui all'urto delle spade affilate,

le tue acque di rosso saranno colorate:

il nostro sangue a te scorrerà,

quello nemico ti intorbiderà!

Rammenta, chiaro Isonzo, allora

ciò che il cuore ardente implora:

Quanto di acqua in serbo avrà

nei suoi nembi il tuo cielo,

quanto nelle tue montagne sarà

d'acque e nelle pianure fiorite

riversale allora finché tutte saran uscite

e tu cresci, sollevati con la corrente tremenda!

Non ridurti entri i limiti delle sponde,

balza dagli argini tuoi furibondo

e lo stranier della nostra terra avido

nel fondo dei tuoi gorghi travolgi impavido!